# 南海国
南海（前195年—前174年以前）是西汉初期的一個国家，其疆域为今福建省汀江流域和广东省潮汕地区以及江西省赣州市的一部分（一说为今江西省东北部）。国都可能在今福建省龙岩市武平縣万安镇五里村的劉屋後背山遺址。關於南海國的具體情況，歷史上記載欠詳，《史记》和《漢書》中也只有零散記載。
南海王名叫织，是百越人，原為閩越國的南武侯。汉高祖十二年二月（前195年3月7日—4月5日），被漢高祖冊封為南海王。
後來居于庐江郡内的南海国臣民起兵反叛淮南国的统治，淮南王劉長（前196年—前174年在位）以此为由派将军间忌遣兵攻打南海國，南海王織率军投降。劉長將南海國的臣民全部遷往上淦（今江西省樟树市附近）。此后，南海国军队再度反叛，淮南国为此调动水军进行镇压。但是因該地氣候濕熱致使军中疫情失控，淮南国的軍隊尚未开战就已经死亡過半。
淮南国第一次打败南海国后，漢文帝遣使齎帛五千匹勞軍，被劉長傲慢地拒絕；而此時南海王織也通过淮南国向漢文帝上書敬獻玉璧、丝帛，但间忌從中作梗，燒毀其文書，不让朝廷知道。这或许也是引发南海国迁往上淦地区后复反的主要原因。南海國的叛亂最終被劉長鎮壓，南海國從此也在歷史上失去了記載。
關於南海國都城的具體位置一直是個謎。近年來有學者通過考古發掘出的文物提出，南海國都城可能是在福建省武平縣万安镇五里村的劉屋後背山遺址。
曾有一名武平县地方史学者，在研读民国三十一年版《长汀县志》卷一《地理志·建置》中发现：“今武平县地在汀潮赣之间，盖即当日南武侯地而汉封之曰南海者也。”该志是目前唯一发现明确记载南海国封地疆域的地方史志书，这为史学界解决遗留多年的“南海国封地之谜”提供了极重要的的线索。
同时，福建省龙岩市也曾为寻找南海国古遗址征集线索。